# Last Train to London
Singles de Electric Light Orchestra
Don't Bring Me Down
(1979) I'm Alive
(1980)
Pistes de Discovery
The Diary of Horace Wimp Midnight Blue
Last Train to London est une chanson d'Electric Light Orchestra tirée de l'album Discovery, sorti en 1979. Elle est également parue en single, en double face A avec Confusion au Royaume-Uni et avec Down Home Town (une chanson tirée de l'album Face the Music) en face B aux États-Unis. Elle se classa 8e au Royaume-Uni et 39e aux États-Unis.

## Classements
| Classement                     | Meilleure position |
| ------------------------------ | ------------------ |
| États-Unis (Hot 100)           | 39                 |
| Royaume-Uni (UK Singles Chart) | 8                  |